# Гарден Сити (Јута)
Гарден Сити (енгл. Garden City) град је у америчкој савезној држави Јута.

## Демографија
По попису из 2010. године број становника је 562, што је 205 (57,4%) становника више него 2000. године.
| Група             | 2000.       | 2010.       |
| Белци             | 350 (98,0%) | 527 (93,8%) |
| Афроамериканци    | 0 (0,0%)    | 0 (0,0%)    |
| Азијати           | 0 (0,0%)    | 5 (0,9%)    |
| Хиспаноамериканци | 3 (0,8%)    | 33 (5,9%)   |
| Укупно            | 357         | 562         |